# Toon Aerts
Toon Aerts (Malle, 19 de outubro de 1993) é um corredor ciclista belga, especialista do ciclocross. É membro da equipa Telenet-Fidea.

## Biografia
Durando a temporada de 2015-2016, consegue as suas duas primeiras vitórias profissionais.Em outubro de 2016, resulta campeão da Europa de Ciclocross em solitário.
Em janeiro de 2019, resulta pela primeira vez campeão da Bélgica de Ciclocross. Ganha ao grande favorito Wout Van Aert triplo campeão do mundo e triplo campeão nacional em título. Sobre o difícil circuito de Kruibeke, Aerts chega a dar a Van Aert duas voltas do final e ganha com cinquenta segundos à chegada.

## Palmarés em estrada
- 2017
  - International Wielertrofee Jong Maar Moedig
- 2019
  - 2.º da Flèche du Sud

## Palmarés em ciclocross

### Por anos
- 2012-2013
  - Ciclocross de Eversel
  - 9.º do Campeonato Europeu de ciclocross esperanças
- 2013-2014
  - 2.º do campeonato da Bélgica de ciclocross esperanças
  - 5.º do campeonato do mundo de ciclocross esperanças
- 2014-2015
  - 2.º do campeonato da Bélgica de ciclocross esperanças
  - 5.º do Campeonato Europeu de ciclocross esperanças
  - 6.º do campeonato do mundo de ciclocross esperanças
  - 7.º da Copa do mundo esperanças
- 2015-2016
  - GGEW Grande-Prêmio, Bensheim
  - SOUDAL Classics - Cyclocross Leuven, Lovaina
- 2016-2017
  -  Campeão da Europa de ciclocross
  - Troféu dos AP Seguros #7, Baal
  - SOUDAL Classics-Jaarmarktcross, Niel
  - 9.º da Copa do mundo
- 2017-2018
  - SOUDAL Classics-Jaarmarktcross, Niel
  - 3.º da Copa do mundo
  - 4.º do campeonato do mundo de ciclocross
- 2018-2019
  -  Campeão da Bélgica de ciclocross
  - Vencedor da Copa do mundo elites
    - Copa do mundo de ciclocross #1, Waterloo
    - Copa do mundo de ciclocross #2, Iowa City

  - Troféu dos AP Seguros #1, Oudenaarde
  - Druivencross, Overijse
  - SOUDAL Classics - Leuven, Lovaina
  -  Medalha de bronze do campeonato do mundo de ciclocross'
  - 2.º do Troféu dos AP Seguros
  - 2.º do Superprestige
  - 5.º do Campeonato Europeu de ciclocross
- 2019-2020
  - Copa do mundo
  - Superprestige #2, Boom
  - Superprestige #5, Zonhoven
  - Troféu dos AP Seguros #4, Renaix
  - Rectavit Séries GP Leuven, Lovaina
  -  Medalha de bronze do campeonato do mundo de ciclocross'
  - 3.º do campeonato da Bélgica de ciclocross
  - 7.º do Campeonato Europeu de ciclocross